# ميدوري سنايدر
ميدوري سنايدر (بالإنجليزية: Midori Snyder)‏ (1954، سانتا مونيكا في الولايات المتحدة)؛ شاعرة، كاتِبة وروائية أمريكية.